# Hitachi TRK–7800 KE
Hitachi TRK–7800 KE típusjelű rádió-magnó. Gyártó: Hitachi Ltd., Tokyo, Japán.
A készülék három AM sávos, és egy FM sávos, sztereóvételre is képes rádiófrekvenciás egységgel, valamint Compact Cassette rendszerű sztereófelvételre és -lejátszásra alkalmas magnórészt és sztereó végerősítővel van felszerelve. A rádiórésszel hosszú-, közép-, rövid- és ultrarövidhullámú sáv vétele, illetve URH-sávon sztereóvétel is lehetséges. Az URH vétel az OIRT norma szerinti sávon történik, mivel a készülék nem kétnormás. A rádióműsor vétele AM sávokon beépített ferritantenna, rövid- és ultrarövidhullámokon teleszkópantenna segítségével lehetséges.
A kazettás magnóval a beépített rádióból, a beépített elektretmikrofon-párral, külső mikrofonpárral, illetőleg egyéb külső műsorforrásból készíthető hangfelvétel. A műsoros kazetták sztereó- és monosávrendszerrel is lejátszhatók. A felvételi kivezérlést beállítása az optimális szintre automata szintszabályozó segítségével történik, kézi kivezérlésszabályozási lehetőség nincs. A magnó mechanikai és elektromos üzemmódjait nyomógombos kapcsolórendszer vezérli mechanikus áttételek útján. Az üzemmódkapcsolók lejátszás üzemben biztosítják a műsor-gyorskeresést mindkét irányban. A magnórész futóművéhez háromjegyű mechanikus számláló is csatlakozik, valamint önműködő szalagvégkapcsolóval is rendelkezik. A készülékben megtalálható az úgynevezett „Sleep" kapcsoló, amelynek köszönhetően rádióból történő magnófelvétel esetén a szalagvégkapcsoló a magnórészt, a rádiórészt és a végerősítőt is egyaránt kikapcsolja.
Az erősítőrendszerhez csatlakoztatva van egy öt db LED-ből álló kivezérlésjelző indikátor. A beépített integrált áramkörös sztereó végerősítő-fokozat mindkét csatornában egy-egy széles sávú és egy-egy magashang-sugárzó hangszórót táplál. A magassugárzók előtt az előlappal együtt préselve akusztikai lencse található, ez kompenzálja a magas hangok túlzott irányítottságát. A beépített hangszórókon kívül sztereó fejhallgatót és külső hangdobozokat is lehet hozzá csatlakoztatni.
A magnórészhez vas-oxidos és metál szalagok használhatók, azonban a kombináltfej nem kopásálló, csupán átlagos élettartamú.

## Műszaki adatok és minőségi jellemzők

### Mechanikai adatok
- Üzemeltetési helyzet: vízszintes és függőleges
- Szalagtárolási rendszer: Compact Cassette
- Rögzíthető sávrendszer: 2x negyedsáv sztereó
- Lejátszható sávrendszerek:
  - 2x negyedsáv sztereó
  - 2x negyedsáv sztereó, félsáv mono
- Szalagsebesség: 4,76 cm/s ±2%
- Szalagsebesség-ingadozás: ±0,25%
- Gyorstekercselési idő C 60 kazettánál: 90s
- Beépített motor: 1 db egyenáramú
- Szalaghosszmérés: háromjegyű számlálóval
- Külső méretek: 125 x 258 x 450 mm
- Tömege: 4,5 kg (telepek nélkül)

### Hangfrekvenciás átviteli jellemzők
- Használható szalagfajta: 
  - vas-oxidos (Fe2O3)
  - metál
- Frekvenciaátvitel szalagról mérve 
  - 50...10 000 Hz ±3 dB (Fe2O3)
  - 50...12 500 Hz ±3 dB (metál)
- Jel—zaj viszony szalagról mérve 1 kHz/0 dB jelnél: 
  - >= 44 dB (Fe2O3)
  - >= 47 dB (metál)
- Törlési csillapítás 1 kHz/0 dB jelnél: >= 60 dB
- Szalagról mért harmonikustorzítás feszültségkimene-ten, 333 Hz/0 dB jelnél:
  - <= 5%(metál)
  - <= 6% (Fe2O3)
- A végerősítő frekvenciaátviteli sávja 50...14 000 Hz —2 dB
- A végerősítő harmonikustorzítása 333 Hz/0 dB jelnél: 55%, 1000 Hz/0 dB jelnél: 56%

### Üzemi adatok
- Felvételi és lejátszási korrekció: 3180+120/70 µs
- Törlő- és előmágnesező áram frekvenciája: 60 kHz ± 5 kHz
- Tápegyenfeszültség: 9 V
- A tápegyenfeszültség üzemi tűrése: ±1 V
- Telepkészlet: 6 db 1,5 V-os R 20 góliátelem
- Hálózati tápfeszültség: 220 V, 50 Hz
- Teljesítményfelvétel hálózatból: 16 VA
- Megengedett hálózati feszültségingadozás: ±10 V

### Általános adatok
- Hangszínszabályozás lejátszáskor: 
  - 100 Hz-en ±12 dB
  - 10 kHz-en —8 dB
- Hangfrekvenciás bemenetek 
  - mikrofon: 2 x 0,2...15 mV/1 kOhm
  - vonal: 2 x 22...100 mV/5,5 kOhm
- Hangfrekvenciás kimenetek 
  - jelfeszültség: 2 x 500 mV/47 kOhm
  - fejhallgató: 2 x 3,85 V/8 ohm
  - hangszóró: 8 ohm/3 W
- Hangfrekvenciás kimeneti teljesítmény 
  - telepes üzemben: 
    - 2 x 1,2 W (szinuszos)
    - 2 x 1,8 W (zenei)

  - hálózati üzemben:
    - 2 x 2 W (szinuszos)
    - 2 x 2,5 W (zenei)
- Beépített hangszóró: 2 db széles sávú 8 ohm + 2 db magassugárzó
- Kivezérlésmérő: 1 db LED-sor

### Rádiófrekvenciás adatok
- Vételi sávok 
  - hosszúhullám (150...350 kHz)
  - középhullám (520...1620 kHz)
  - rövidhullám (5,8...18 MHz)
  - OIRT normás URH (64...73 MHz)
- Vételi érzékenység 
  - hosszúhullámon 1,1 µV/m
  - középhullámon 400 µV/m
  - rövidhullámon 45 µV/m
  - URH-n 4 µV
- Vételi szelektivitás 
  - hosszúhullámon >= 34 dB
  - középhullámon >= 30 dB
  - rövidhullámon >=26 dB
  - URH-n >= 26 dB
- Frekvenciaátvitel rádióműsor-vételnél 
  - AM sávon: 70...3600 Hz —2 dB
  - FM sávon: 70...14 500 Hz —2 dB
- Demodulációs torzítás 
  - AM sávon: >=3,6%
  - FM sávon: 
    - >= 2,6% (sztereóvételnél)
    - >= 2% (monovételnél)

### Szolgáltatások
- Automata szalagvégkapcsoió: van
- AFC áramkör URH vételnél: van
- Automata felvételi kivezérlés: van
- Kézi kivezérlésszabályozási lehetőség: nincs
- Beépített elektretmikrofon: 1 pár
- Felvételi együtthallgatás: van
- Külső tápforrás-csatlakozó: van
- Pillanat-állj távvezérlés: nincs
- Műsor-gyorskereső üzemmód: van

### Beépített erősítőelemek
- Tranzisztorok:
  - 4 db BC 184
  - 5 db BF 224
- Integrált áramkörök:
  - 4 db BA-340
  - 2 db LA 4112
  - 1 db HA 11251
  - 1 db BA 1330

### Mechanikus beállítási adatok
- A gumigörgő nyomóereje felvétel/lejátszás üzemmódban: 200 cN±25 cN
- A felcsévélő tengelycsonk forgatónyomatéka felvétel/lejátszás üzemmódban: 75 cN±15 cN
- A csévélő tengelycsonkok csévélőnyomatéka gyorstekercselésnél 
  - jobb oldali: 110 cN±20 cN
  - bal oldali: 110 cN±20 cN
- Az automata szalagvégkapcsoló mechanikus érzékelőjének nyomatéka: 40 cN
- A hajtómotor fordulatszám-szabályozása: ±5% (elektronikus fordulatszám-szabályozóval, ami a motorpalást alatt helyezkedik el)

### Áramfelvételi adatok
- Üresjáratban: 25 mA
- Gyorstekercselésnél: 250 mA ± 30 mA
- Lejátszás üzemben: 220 mA ± 20 mA
- Felvételi üzemben: 240 mA ± 15 mA
- Felvétel a beépített rádióból közepes monitorhangerőnél: 500 mA
- Rádióműsor-hallgatás legnagyobb hangerőnél: 300 mA

### Elektromos beállítások
- Előmágnesező áram: 0,9 mA (Fe203)/3,5 mA (metál)
- Előmágnesező feszültség: 90 mV/350 mV
- Az előmágnesezés állíthatósága: ±0,6 mA
- Törlés: nagyfrekvenciás
- Törlőfeszültség: 12 V
- Beépített fejek: 1 db félsávos ferritmagos törlőfej, 1 db 2x negyedsávos kemény permalloy magos kombinált-fej

### Rádiófrekvenciás beállítások
- AM középfrekvencia: 465 kHz
- FM középfrekvencia: 10,7 MHz
- Az AM oszcillátorok hangolása: a rádiófrekvenciás adaatoknál megadott vételi sávok szélső frekvenciapontjain
- Az AM modulátorok hangolása: 
  - 155/345 kHz (HH)
  - 600/1500 kHz (KH)
  - 6,5/17 MHz (RH)
- Az FM oszcillátor hangolása: 64/73 MHz
- Az FM modulátor hangolása: 65 MHz/72 MHz